# رودني جاي إيفانز
رودني جاي إيفانز (بالإنجليزية: Rodney J. Evans)‏ هو عسكري أمريكي، ولد في 17 يوليو 1948 في تشيلسي في الولايات المتحدة، وتوفي في 18 يوليو 1969 في محافظة تاي ننه في فيتنام.